# Flora of Los Angeles and Vicinity
Flora of Los Angeles and Vicinity (abreviado Fl. Los Angeles) es un libro con ilustraciones y descripciones botánicas que fue escrito por el botánico pteridólogo estadounidense LeRoy Abrams y publicado por la Universidad Stanford en el año 1904, con una segunda edición en 1911 y una tercera en 1917.